# Ghazir
Ghazīr (in arabo غزير‎? ) è un villaggio del Monte Libano, situato a una trentina di chilometri a nord di Beirut, nel qaḍāʾ di Kisrawan (parte del Governatorato del Monte Libano). La popolazione è in maggioranza cristiana, di rito maronita.
Fu luogo natale dell'Emiro druso cristiano Bashir Shihab II.

I gesuiti francesi vi fondarono nel 1843 un collegio-seminario, poi trasferito nel 1870 a Beirut, nucleo dell'Università Saint-Joseph di Beirut (fondata cinque anni dopo).